# Bussunarits-Sarrasquette
Bussunarits-Sarrasquette (en euskera Duzunaritze-Sarasketa) es una localidad y comuna francesa, situada en el departamento de Pirineos Atlánticos, en la región de Aquitania. Pertenece al territorio histórico vascofrancés de Baja Navarra y al País de Cize.
Administrativamente también depende del Distrito de Bayona y del cantón de Montaña Vasca.

## Heráldica
Cuartelado: 1º, en campo de gules, una cruz pometeada, de plata; 2º, en campo de oro, un árbol de sinople, desarraigado y un jabalí de sable, pasante al pie del tronco; 3º, en campo de oro, un águila exployada, de gules, y 4º, en campo de gules, cuatro veneras de plata, puestas en dos palos de a dos.

## Demografía
| Gráfica de evolución demográfica de Bussunarits-Sarrasquette entre 1800 y 2012 |
|                                                                                |

El resultado del año 1800 es la suma final de todos los datos parciales obtenidos antes de la creación de la comuna (12 de mayo de 1841).
Fuentes: Ldh/EHESS/Cassini e INSEE.

## Oriundos famosos
Sarrasquette es el lugar de nacimiento de Bernat Etxepare (Bernat Dechepare en francés), escritor y poeta bajo navarro, considerado el primer autor de la literatura en euskera.